# Lara Berger
Lara Berger (* 2. November 2001 in Tübingen) ist eine deutsche Volleyballspielerin.

## Karriere
Berger begann ihre Karriere bei der TSG Tübingen. 2015 kam sie zum Förderverein Tübinger Modell. Dort spielte sie in der Regionalliga. Parallel hatte sie ein Doppelspielrecht für den Nachwuchs von Allianz MTV Stuttgart. Im Juni 2015 wurde Berger erstmals in die Juniorinnen-Nationalmannschaft berufen. 2017 wechselte sie zum VC Olympia Berlin, mit dem sie in der ersten Liga spielte. In der Saison 2018/19 kam sie mit einem Doppelspielrecht auch beim Zweitligisten SG Rotation Prenzlauer Berg zum Einsatz. In Berlin wurde sie von der Mittelblockerin zur Diagonalangreiferin umgeschult. 2019 wechselte sie zurück nach Stuttgart, wo sie als Außenangreiferin im Bundesliga-Kader steht. Mit dem Verein erreichte sie das Finale im DVV-Pokal 2019/20, das Stuttgart gegen den Dresdner SC verlor. Als die Bundesliga-Saison kurz vor den Playoffs abgebrochen wurde, stand die Mannschaft auf dem zweiten Tabellenplatz. 2021 wurde sie deutsche Vizemeisterin. 2022 gewann sie den DVV-Pokal, wurde Zweite im CEV-Pokal und feierte die Deutsche Meisterschaft 2022.
Im Juni 2022 wurde der Wechsel zum Dresdner SC zur neuen Saison verkündet, wo sie als Diagonalangreiferin spielt. Nach zwei Spielzeiten verließ sie die Dresdner Mannschaft. Sie schloss sich daraufhin in der italienischen Serie A2 der Mannschaft von Mondovì Volley an.

## Privates
Berger studiert Ernährungswissenschaften.